# Mariä Himmelfahrt (Waffenbrunn)

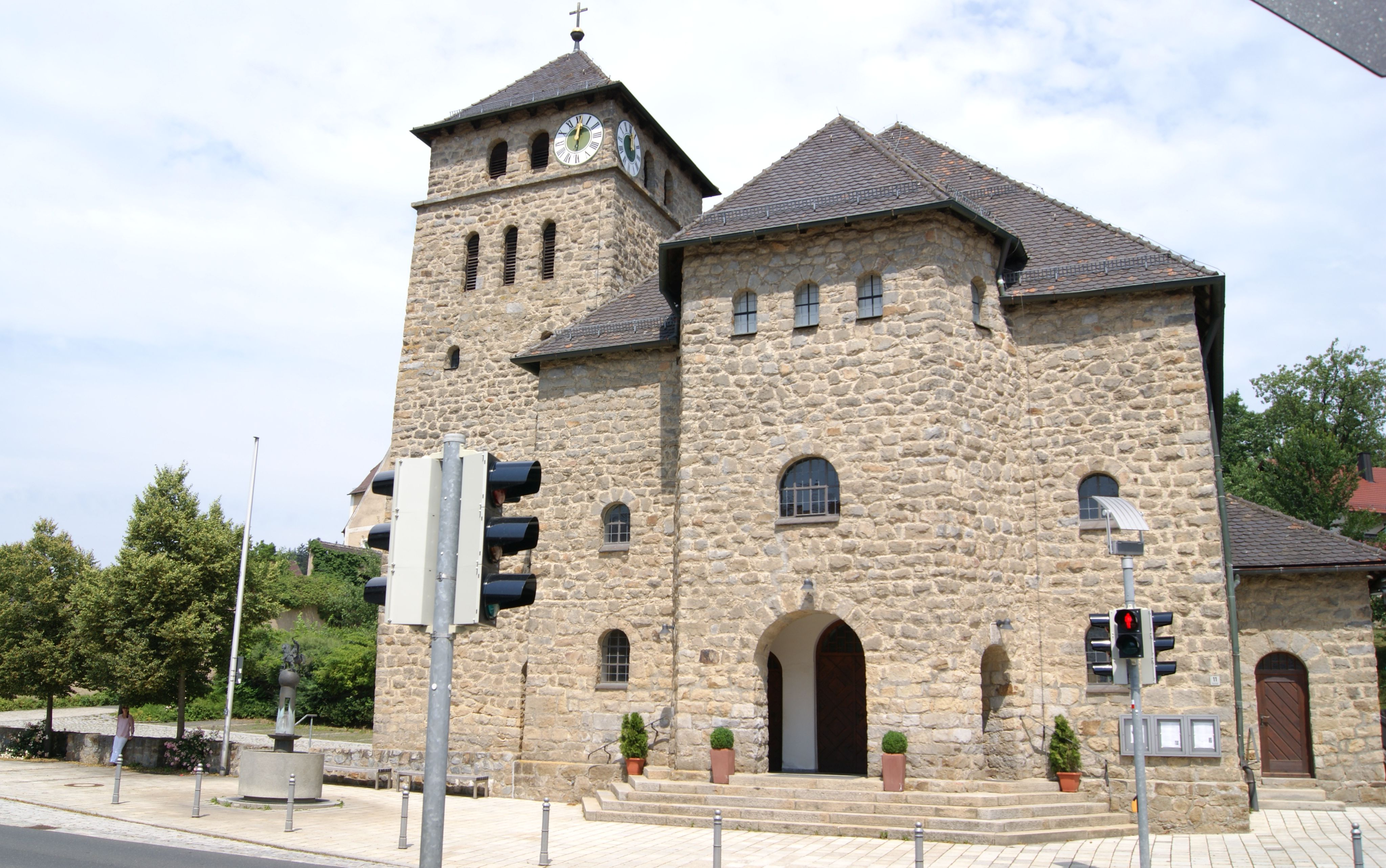
Mariä Himmelfahrt (Waffenbrunn)

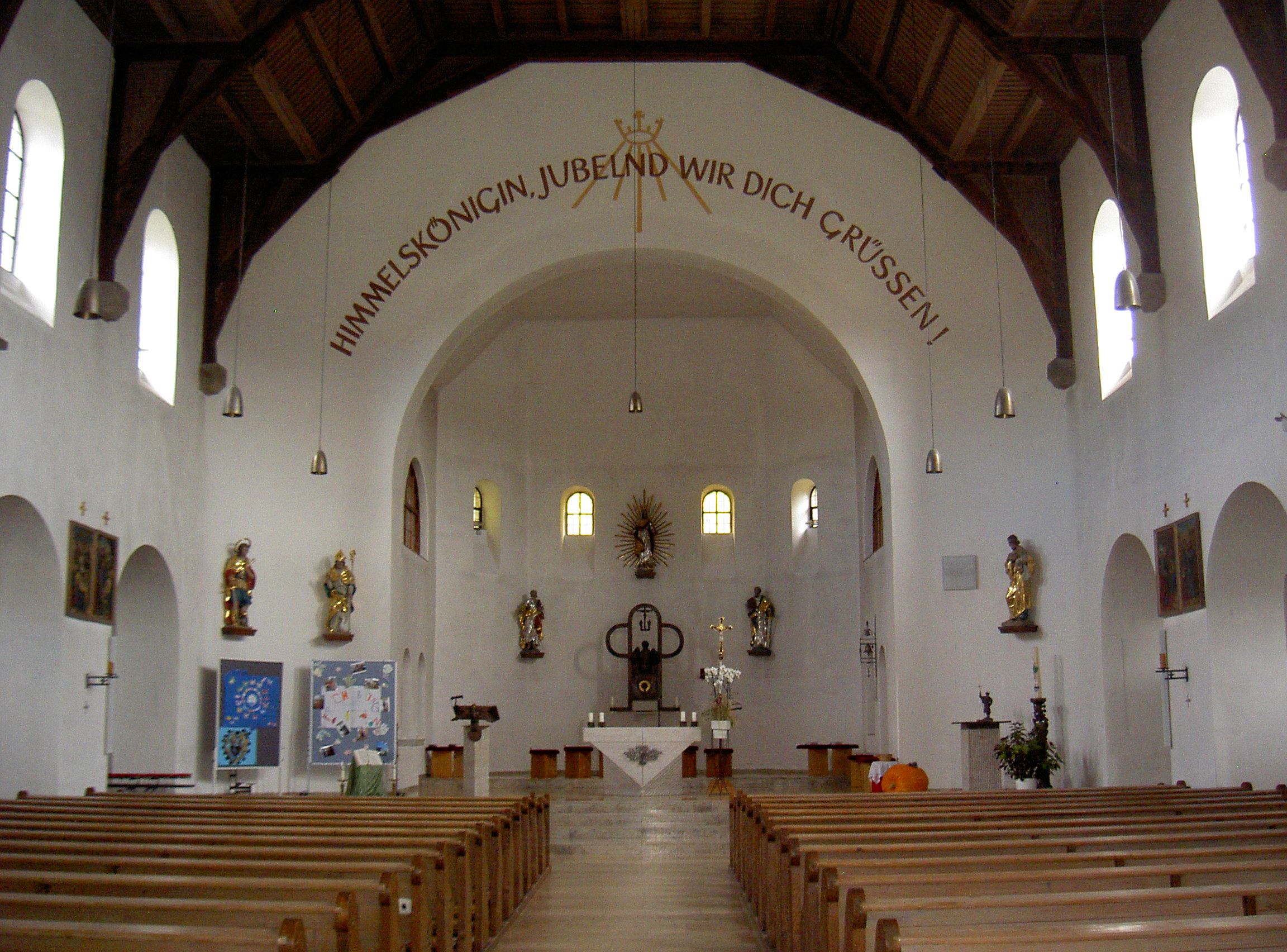
Innenansicht

Die römisch-katholische, denkmalgeschützte Pfarrkirche Mariä Himmelfahrt steht in Waffenbrunn, einer Gemeinde im Landkreis Cham in der Oberpfalz. Die Kirche gehört zum Bistum Regensburg. Das Bauwerk ist unter der Denkmalnummer D-3-72-168-1 als Baudenkmal in die Bayerische Denkmalliste eingetragen.

## Beschreibung
Die Basilika aus einem Mittelschiff und zwei Seitenschiffen wurde 1922/23 aus grobem Bruchsteinen erbaut. Im Norden befindet sich ein kurzer, eingezogener, dreiseitig geschlossener Chor, an dem nach Osten die Sakristei angebaut ist. Der Kirchturm, der mit einem Pyramidendach bedeckt ist, steht neben dem westlichen Seitenschiff im Süden. In seinem Glockenstuhl hängen vier Kirchenglocken. Das Portal befindet sich in einem Anbau auf fünfseitigem Grundriss vor der Südseite des Mittelschiffs. 
Der Innenraum des Mittelschiffs ist mit einem hölzernen Gewölbe überspannt. Außer der modernen Kirchenausstattung gibt es noch einzelne barocke Statuen. Die Orgel auf der oberen Empore wurde 1927 von Michael Weise gebaut.